# Олейник, Григорий Никитович
Григорий Никитович Олейник (9 февраля 1916 — 11 августа 1953) — советский военный лётчик, подполковник авиации. Участник Великой Отечественной войны, Герой Советского Союза (24 августа 1943 года).

## Биография
Родился 9 февраля 1916 года в селе Вороновица, ныне посёлок городского типа Винницкого района Винницкой области Украины в семье крестьянина. Украинец. Окончил 10 классов средней школы. Работал в Вороновицком райкоме комсомола.
В Красной Армии с 1936 года. В 1939 году окончил Чугуевское военно-авиационное училище.
Участник Великой Отечественной войны с июня 1941 года. Сражался на Юго-Западном, Брянском, Северо-Кавказском, Сталинградском и других фронтах в составе 32-го, 32-го «А», 184-го истребительных авиационных полков.
27 октября 1942 года Григорий Олейник был сбит в большом воздушном бою над Сталинградом, уничтожив пикировщик Ju-87. Выпрыгнув с парашютом, он приводнился в Волгу. Уже на следующий день лётчик вновь участвовал в боевых вылетах.
4 мая 1943 года восьмёрка Як-1, ведомая капитаном Григорием Олейником, встретила над Амонатом большую группу двухмоторных бомбардировщиков под прикрытием 8-ми истребителей Ме-109. В этом бою лётчик сбил три самолёта противника — Ju-88 и Ме-109 в одной атаке с предельно короткой дистанции, а после преследования и нескольких прицельных очередей — He-111.
Заместитель командира 293-го истребительного авиационного полка (287-я истребительная авиационная дивизия, 4-я воздушная армия, Северо-Кавказский фронт) капитан Григорий Олейник к 22 маю 1943 года совершил 296 боевых вылетов (с общим налётом 275 часов), в том числе: 65 — на штурмовку живой силы и боевой техники противника, 95 — на разведку. Участвуя в 67 воздушных боях, сбил 18 и в составе группы 2 самолёта противника.
Войну Григорий Олейник закончил помощником командира 293-го истребительного авиационного полка по воздушно-стрелковой службе в звании майора.
За годы войны лётчик совершил 376 боевых вылетов, уничтожив при этом 15 вражеских самолётов лично и 4 в составе группы.
После войны продолжал службу в ВВС СССР. В 1951 году окончил Высшие лётно-тактические курсы усовершенствования офицерского состава.
Подполковник Г. Н. Олейник погиб при исполнении служебных обязанностей 11 августа 1953 года.

## Награды
Указом Президиума Верховного Совета СССР от 24 августа 1943 года за образцовое выполнение боевых заданий командования на фронте борьбы с немецко-фашистскими захватчиками и проявленные при этом мужество и героизм, капитану Григорию Никитовичу Олейнику присвоено звание Героя Советского Союза с вручением ордена Ленина и медали «Золотая Звезда» (№ 1141).
Награждён тремя орденами Красного Знамени, орденами Александра Невского, Отечественной войны 1-й степени, Красной Звезды, медалями.

## Память
В поселке городского типа Вороновица на улице, носящей его имя, установлена мемориальная доска.